# Torzym (gmina)

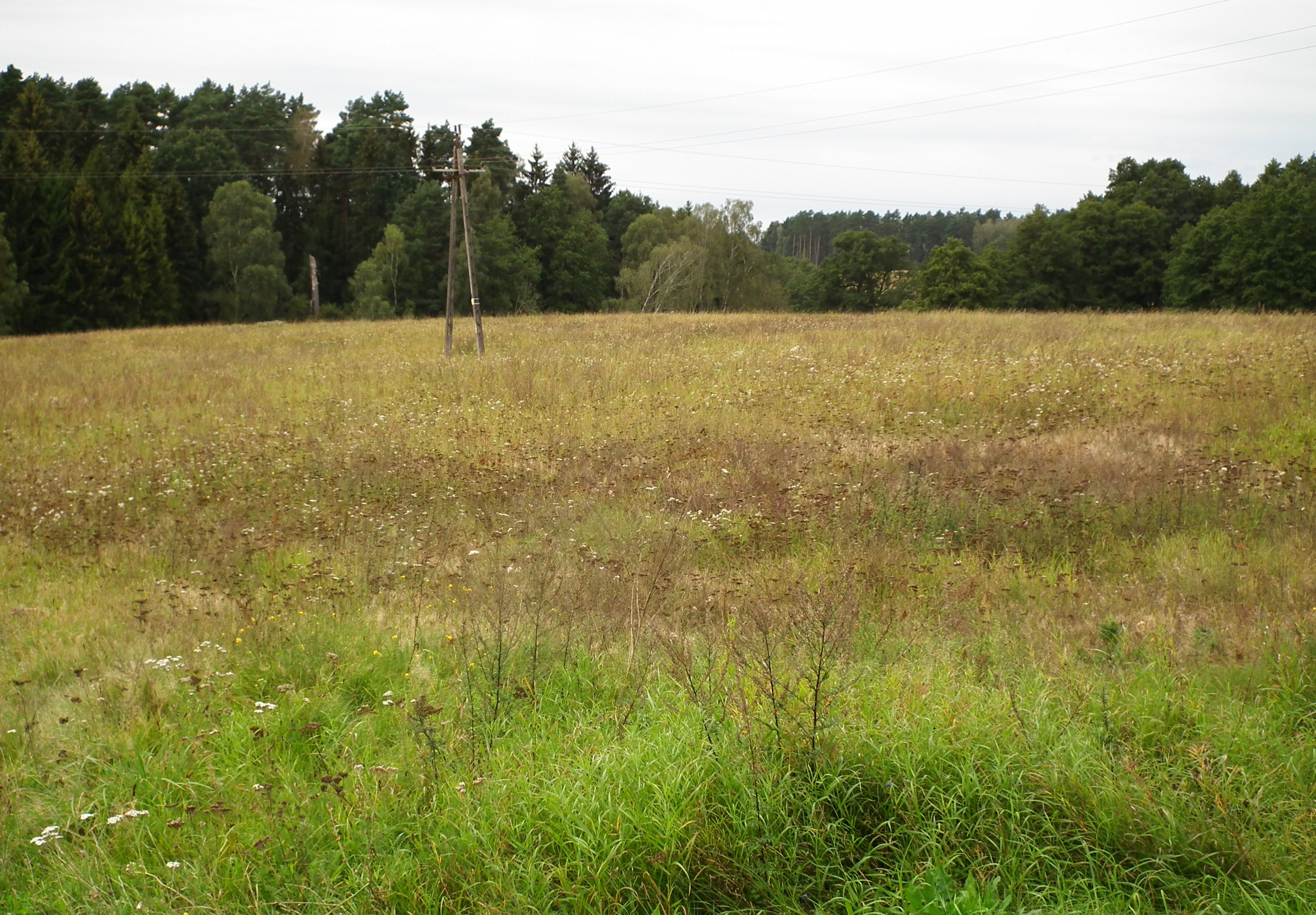
Krajobraz gminy w okolicy Rojka

Torzym – gmina miejsko-wiejska w województwie lubuskim, w powiecie sulęcińskim. W latach 1975–1998 gmina położona była w województwie zielonogórskim.
Siedziba gminy to Torzym. Gmina składa się z 21 sołectw. Na terenie gminy dominuje zabudowa indywidualna, częściowo występuje zabudowa zwarta typu osiedlowego.
Według danych z 30 czerwca 2004 gminę zamieszkiwało 6798 osób.

## Położenie
Gmina usytuowana jest w północno-zachodniej części województwa lubuskiego.
Sąsiaduje z gminami:
- od północy: Sulęcin i Ośno Lubuskie,
- od zachodu: Rzepin,
- od południa: Maszewo, Bytnica i Cybinka,
- od południowego wschodu: Łagów.

## Ochrona przyrody
Na obszarze gminy znajdują się rezerwaty przyrody Dolina Ilanki i Dolina Ilanki II chroniące różnego rodzaju torfowiska, zespoły w obrębie naturalnego i półnaturalnego krajobrazu wyróżniającego się bogactwem flory, fauny i rzadkich fitocenoza.

## Urbanistyka
Charakterystyczną cechą wsi torzymskich jest ich rozmieszczenie na względnie dużej powierzchni z niewielką liczbą zabudowy mieszkalnej i samych mieszkańców.
Na terenie gminy występują trzy rodzaje układów planu: owalnica, ulicówka i ulicówka z placem. W przeważającej części miejscowości gminnych występuje typ owalnicy, osady skupionej wokół wyraźnego, owalnego placu ze zwartą, uporządkowaną zabudową wokół placu. W niektórych wsiach zabudowa skupiona jest po obu stronach drogi, która rozszerza się w plac, najczęściej trójkątny.

## Podział administracyjny
W skład sieci osadniczej gminy wchodzą:
- ośrodek miejski – Torzym,
- 21 wsi sołeckich,
- 4 osady Jelenie Pole, Rojek, Rożnówka
- 1 kolonia Drzewce
- 1 leśniczówka Góry.

## Struktura powierzchni
Według danych z roku 2002 gmina Torzym ma obszar 374,87 km², w tym:
- użytki rolne: 29%
- użytki leśne: 62%

Gmina stanowi 31,84% powierzchni powiatu.

## Demografia
Dane z 30 czerwca 2004:
| Opis                              | Ogółem | Ogółem | Kobiety | Kobiety | Mężczyźni | Mężczyźni |
| --------------------------------- | ------ | ------ | ------- | ------- | --------- | --------- |
| jednostka                         | osób   | %      | osób    | %       | osób      | %         |
| populacja                         | 6798   | 100    | 3389    | 49,9    | 3409      | 50,1      |
| gęstość zaludnienia (mieszk./km²) | 18,1   | 18,1   | 9       | 9       | 9,1       | 9,1       |

Tylko dwie wsie liczą powyżej 500 mieszkańców: Boczów i Gądków Wielki.
- Piramida wieku mieszkańców gminy Torzym w 2014 roku[1].

## Miejscowości
Siedziby sołectw:
Bargów, Bielice, Bobrówko, Boczów, Debrznica, Drzewce, Drzewce (kolonia), Garbicz, Gądków Mały, Gądków Wielki, Grabów, Koryta, Kownaty, Lubin, Lubów, Mierczany, Pniów, Prześlice, Tarnawa Rzepińska, Walewice, Wystok.
Pozostałe miejscowości:
Jelenie Pole, Góry, Rojek, Rożnówka.

## Sąsiednie gminy
Bytnica, Cybinka, Łagów, Maszewo, Ośno Lubuskie, Rzepin, Sulęcin